# Operação Integration
A Operação Integration é uma investigação conduzida pela Polícia Federal do Brasil, deflagrada em setembro de 2024, com o objetivo de apurar esquemas de lavagem de dinheiro e irregularidades financeiras ligados ao mercado de apostas esportivas e entretenimento. A operação mirou empresários, influenciadores digitais e artistas suspeitos de movimentar recursos de origem ilícita por meio de contratos de publicidade e patrocínio.
Foram cumpridos 19 mandados de prisão e 24 de busca e apreensão. A ação resultou no bloqueio de quase R$ 3 bilhões em aplicações financeiras provenientes de lavagem de dinheiro.
Entre os 22 alvos da operação estiveram nomes de destaque como o cantor Gusttavo Lima e a influenciadora Deolane Bezerra, além de empresas ligadas ao setor de apostas, como a Vai de Bet e a Esportes da Sorte. A investigação buscava identificar se houve uso indevido de recursos provenientes de plataformas de apostas para ocultação de patrimônio e enriquecimento ilícito.
A Operação Integration se insere em um contexto de maior rigor regulatório sobre o mercado de apostas no Brasil, especialmente após a legalização e regulamentação do setor.

## Investigações
A operação teve início a partir de uma investigação de lavagem de capitais, iniciada em abril de 2023, decorrente da apreensão de R$ 180 mil em espécie em 1º de dezembro de 2022. Foram movimentados, de janeiro de 2019 a maio de 2023, mais de R$ 3 bilhões em contas correntes, aplicações financeiras e dinheiro em espécie, provenientes de jogos ilegais.
Segundo o Tribunal de Justiça de Pernambuco, o cantor Gusttavo Lima adquiriu 25% da empresa Vai de Bet em 1º de julho de 2024.

## Prisões
Em 4 de setembro de 2024, a empresária e influenciadora digital Deolane Bezerra foi presa no âmbito da Operação Integration, deflagrada contra uma quadrilha suspeita de movimentar cerca de R$ 3 bilhões em um esquema de lavagem de dinheiro proveniente de jogos de azar.
Além de Deolane Bezerra, foram presas mais de 10 pessoas suspeitas de integrar o esquema, incluindo o empresário Darwin Henrique da Silva Filho, dono da casa de apostas Esportes da Sorte, e a esposa dele, Maria Eduarda Filizola.
Em 9 de setembro de 2024, Deolane deixou a cadeia em Recife após ser beneficiada com um habeas corpus. Menos de 24 horas depois de sair da Colônia Penal Feminina do Recife para cumprir prisão domiciliar, monitorada por tornozeleira eletrônica, a influenciadora teve a prisão preventiva decretada novamente, após descumprir medida cautelar estabelecida em acórdão do Tribunal de Justiça de Pernambuco.